# 아빠는 연애코치
《아빠는 연애코치》(영어: 8 Simple Rules)는 ABC에서 2002년 9월 17일부터 2005년 4월 15일까지 방영한 미국의 시트콤이다.
시즌 3 방영 후 취소되었다.
한국에서는 2012년 폭스라이프에서 방영하였다.

## 개요
폴 헤너시는 아내 케이트 헤너시가 상근 간호사가 되면서 세 자녀의 양육을 책임지게 된다. 이에 폴은 딸들의 교제 상대가 지켜야할 규칙을 세운다. 규칙 세부 항목은 다음과 같다:
1. 내 딸에게 손을 댄다면 그 손을 잃을 각오를 해라.
2. 내 딸을 울리면 내가 널 울려주겠다.
3. 세이프 섹스는 미신이다. 네가 시도하는 그 모든 것이 네 건강을 위협할 것이다.
4. 내 딸을 집에 늦게 데려다준다면 다음 데이트는 없다고 생각해라.
5. 내 차고 진입로에 차를 대고 경적을 울릴 거라면 택배 상자라도 하나 내려놓는 게 좋을 거야. 네가 내 집에서 태워갈 대상 같은 건 없을 거고. (다시 말해, 차 경적을 울릴 수 있는 건 배달부 뿐이다. 데이트 상대를 데리러 오는 사람은 그 집 현관문 벨을 눌러야하는 거다. 그것도 딱 한 번만.)
6. 내 딸을 기다리는 동안 불평하지 마라. 정 기다리기 지루하면 내 차 엔진오일이라도 갈아라.
7. 바지를 엉덩이 근처에 걸치고 다닌다면 흘러내리지 않도록 내가 기꺼이 스테이플건을 박아주겠다.
8. 데이트는 반드시 사람 많은 공공 장소에서 해라. 로맨틱한 기분이 필요하다고? 연애소설을 읽으면 되잖아.

## 출연
주연
- 존 리터 - 폴 헤너시 역
- 케이티 서갈 - 케이트 헤너시 역
- 케일리 쿼코 - 브리짓 에린 "비치" 헤너시, 장녀 역
- 에이미 데이비드슨 - 케리 "케어 베어" 헤너시, 차녀 역
- 마틴 스팬저스 - 로리 조지프 헤너시, 장남이자 막내 역
- 제임스 가너 - 짐 이건, 케이트의 아버지 역
- 데이비드 스페이드 - C.J. 반스, 케이트의 조카 역

조연
- 빌리 에런 브라운
- 애덤 아킨
- 수지 나카무라